# Luigi Sprega
Luigi Sprega (Roma, 1829 – Roma, 2 febbraio 1887) è stato uno scacchista italiano.
È noto soprattutto per aver vinto nel 1878 a Livorno il 2º torneo nazionale, diventando così campione italiano.
Vinse con 14 punti su 16, davanti a Gustavo Maluta 12 e Carlo Schultz 11 ½, perdendo una sola partita.
Fu anche un buon problemista e diresse per dieci anni la sezione problemi della Nuova Rivista degli Scacchi. 